# Microtane fusca
Microtane fusca là một loài bướm đêm thuộc phân họ Arctiinae, họ Erebidae.